# 拉辰湖
49°01′31″N 13°23′52″E / 49.02528°N 13.39778°E

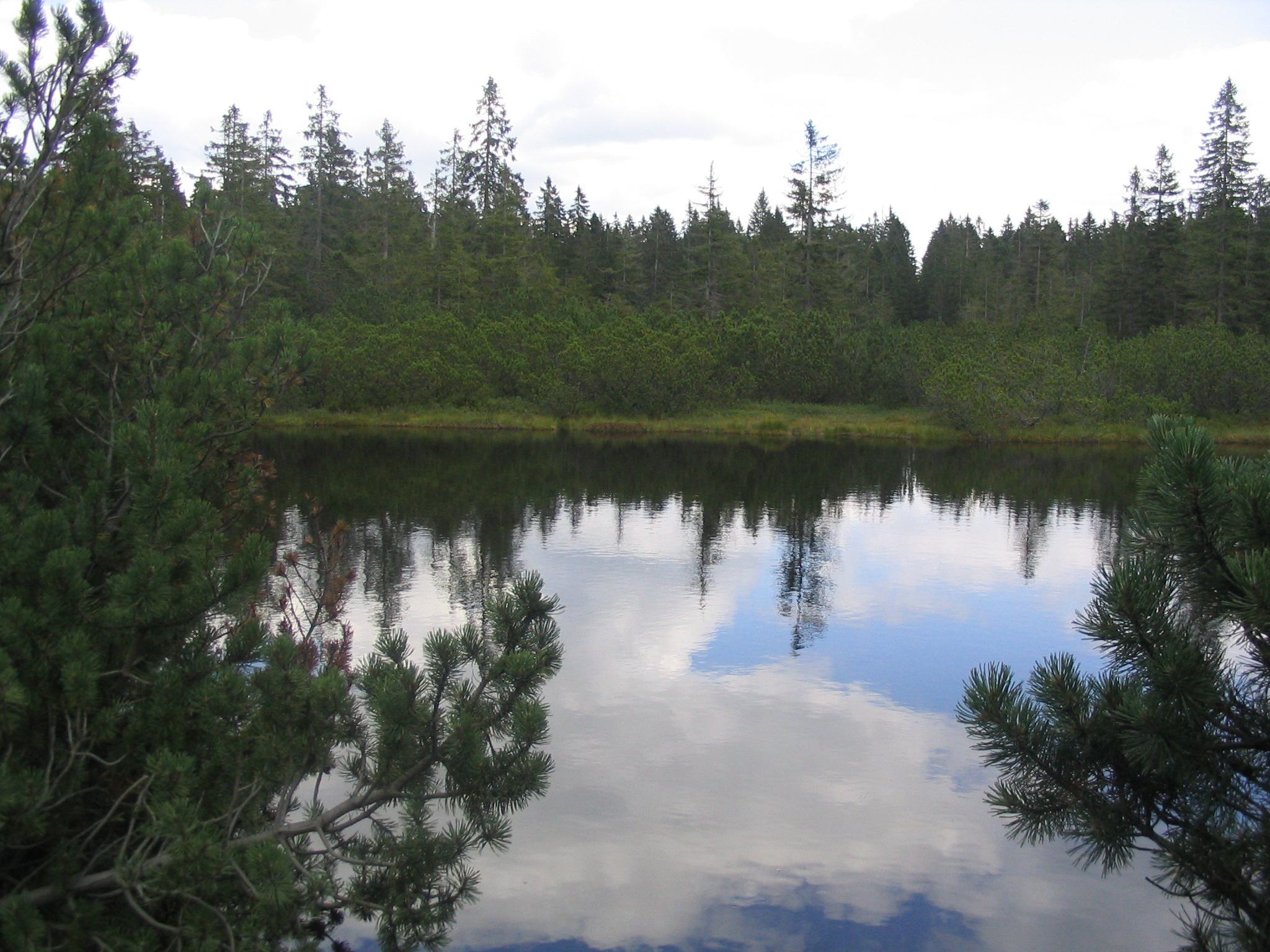

拉辰湖（德語：Latschensee），是德國的湖泊，位於該國東南部，由巴伐利亞負責管轄，長0.05公里、寬0.04公里，面積0.001平方公里，海拔高度1,150米，最大水深2米。